# Ломоносов, Сергей Григорьевич
Сергей Григорьевич Ломоносов (1799 — 13 октября 1857, имение Сан-Данелло, близ Флоренции) — российский дипломат, тайный советник (1850), чрезвычайный посланник и полномочный министр при нидерландском дворе; лицейский товарищ Пушкина.

## Биография
Происходил из московской дворянской семьи. Отец — генерал-майор Григорий Гаврилович Ломоносов (1773—03.09.1810), командир Сводного гусарского полка, участник итальянского похода Суворова (1799), «неустрашимо храбрый» военачальник.
Брат — Николай Григорьевич Ломоносов (1798—1853), ему посвящено стихотворение «К Н. Г. Л — ву» с подписью «1...14—16» — псевдоним юного Пушкина.
Воспитывался первоначально в Московском благородном университетском пансионе, откуда в 1811 году перешёл в Царскосельский лицей. Лицейское прозвище — Ломоносик, крот («Человек способный и умный, но ещё более хитрый и пронырливый; в лицее по этим свойствам мы называли его „кротом“», писал М. А. Корф в своем дневнике).
По окончании Лицея с серебряною медалью (1817) был определён (вместе с Пушкиным) в Коллегию иностранных дел с чином титулярного советника. При жизни Пушкина был секретарём русских посольств в Вашингтоне, Париже, Копенгагене; впоследствии посланник в Бразилии, Португалии и Нидерландах.
В 1818 году был определён к посольству в Вашингтоне, но в 1821 году вернулся в Петербург и в том же году отправился в Испанию, где был назначен состоять при поверенном в делах, графе М. Н. Булгари. Пробыв некоторое время в Мадриде, Ломоносов переведён был секретарём посольства в Париж, где оставался до 1829 года.
В 1831 году — поверенный в делах в Копенгагене, а в конце того же года — первый секретарь посольства в Лондоне.
В 1841 году Ломоносов был назначен посланником в Бразилию. За время его пребывания в Америке он объехал побережье её от Рио-де-Жанейро до устья реки Амазонки и едва ли не первый познакомил русских с Южной Америкой. В «Современнике» за 1841 год помещена его статья под заглавием «События в области Пара».
В 1848 году был переведён в Португалию. Посланник был любим королевой Марией да Глорией, жил на широкую ногу, обеды его славились в Лиссабоне — великий гастроном, он нашёл себе повара-португальца, прежде служившего у римского папы, повар был искусник необыкновенный, только из риса умел готовить двадцать пять блюд, секрета которых, кроме него, не знал никто.
В Португалии посоветовал Карлу Брюллову посетить Мадейру: «Он объяснил Брюллову, что до острова Святой Екатерины почти четыре тысячи миль, а до Мадейры неполных шестьсот, между тем и климатом и природой последняя не только не уступает бразильскому острову, но несравненно его превосходит».
С 1853 года по день смерти занимал пост чрезвычайного посланника и полномочного министра при Нидерландском дворе.
В свои частые приезды в Россию встречался с Пушкиным. Об одной из таких встреч — у Гурьева — Вяземский писал жене 9 апреля 1828 года из Петербурга.
В сентябре 1828 года Пушкин передал Тургеневу с уезжавшим в Лондон Ломоносовым шесть глав «Евгения Онегина» и другие произведения. По утверждению Вяземского, Пушкин «был не особенно близок к Ломоносову».
Скончался от паралича в Сан-Донато недалеко от Флоренции и был похоронен в Ливорно.

## Зоология
Интересовался зоологией и в своих поездках составил коллекцию чучел животных, часть из которой в 1851 году он передал в Зоологический музей Казанского университета. Из них сохранились 9 видов птиц, в том числе чешуйчатый и воробьиный дятлы, 2 вида пуховок, южный трогон, и 3 вида обезьян — чёрный и рыжий ревуны и буроголовая коата.

## Награды
Российской империи:
- Орден Святого Владимира 3-й степени (1834)
- Орден Святого Станислава 1-й степени (1843)
- Орден Святой Анны 1-й степени (1847)
- Знак отличия за ХХХ лет беспорочной службы (1850)

Иностранных государств:
- Испанский Орден Карлоса III малый крест (1823)
- Французский Орден Почётного легиона (1825)
- Бразильский Орден Южного Креста командорский крест (1841)
- Бразильский Орден Розы большой крест (1846)
- Баварский Орден Святого Михаила большой крест (1849)
- Португальский Орден Христа 1-й степени (1850)